# Colverde
Colverde ist eine norditalienische Gemeinde (comune) in der Provinz Como in der Lombardei.

## Geographie
Die Gemeinde liegt etwa 10 Kilometer nordwestlich von Como und grenzt unmittelbar an der Schweizer Kanton Tessin.
Die Nachbargemeinden sind im Nordwesten Uggiate con Ronago, im Norden Chiasso, im Osten San Fermo della Battaglia und im Süden Montano Lucino.

## Gemeindefusion
Die Gemeinde wurde am 14. Februar 2014 aus den früher eigenständigen Gemeinden und heutigen Ortsteilen Drezzo, Gironico und Parè gebildet.

## Einwohnerentwicklung
Daten von ISTAT

## Sehenswürdigkeiten
- Pfarrkirche San Giovanni Battista im Fraktion Parè[2]
- Kirche Santi Nazaro e Celso (1708) im Fraktion Gironico[3]
- Kirche San Rocco e Sebastiano im Fraktion Drezzo[4]
- Kirche Madonna Assunta[5]